# Светкавицата (сериал, 2014)
„Светкавицата“ (на английски: The Flash) е американски сериал, базиран на комиксовия герой на компанията ДиСи.
Той е спиноф на сериала „Стрелата“ и се излъчва по канала CW. През 2015 година започва и анимирания уеб сериал - Лисицата, чийто сюжет се развива в същата вселена на Стрелата и Светкавицата, докато през 2016 започва четвъртия сериал - Легендите на утрешния ден, който е общо разклонение на Стрелата и Светкавицата и включва герои, които са добре известни в тези сериали. В четвъртия сезон на Стрелата, Мат Райън играе ролята на Джон Константин, като епизода служи за продължение на сериала Константин, излъчен на канала NBC. През 2016 година Грант Гъстин който играе титулярната роля в Светкавицата, се появява в същата роля на сериала Супергърл, който се излъчва по канала CBS. През 2019 г. започва сериала Батуоман, който се развива в същата вселена. След ежегодишния им кросовър през 2020 г. към тази вселена се присъединява и „Черната мълния“. През 2021 г. към поредицата от сериали се добавя и „Супермен и Лоис“.
През март 2022 година сериалът е подновен за девети сезон и последен сезон, като сериала приключва на 24 май 2023 година.

## Резюме
Бари Алън е криминален следовател, който пристига в Старлинг Сити, за да разгледа поредица от необясними обири, които може да са свързани с трагедия в миналото му. Бари е фен, обсебен от Зелената стрела, който не подозира, че съвместната работа с Оливър и Фелисити ще е причината той да стане част от този опасен свят. След като преживява ужасяващ инцидент, той се превръща в супергерой, който има способността да се движи с невероятна скорост.

## Актьорски състав
- Грант Гъстин – Бари Алън / Светкавицата
- Кандис Патън – Айрис Уест
- Даниел Панабейкър – Кейтлин Сноу, Мраз Убиец и Кион
- Карлос Валдес – Сиско Рамон / Вайб
- Рик Коснет – Еди Тоун / Кобалтово Синьо
- Джеси Л. Мартин – Джо Уест
- Том Кавана – Еобард Тоун / Анти-светкавицата, Харисън „Хари“ Уелс, Харисън „Х.Р.“ Уелс,
Харисън „Шерлок“ Уелс и Харисън „Наш“ Уелс / Парият, Харисън „Вечния“ Уелс
- Теди Сиърс - Хънтър Золоман / Зуум
- Кейнън Лонсдейл – Уоли Уест / Хлапето Светкавица
- Нийл Сандилендс – Клифърд Дево / Мислителят
- Даниел Николет – Сесил Хортън
- Хартли Сойер – Ралф Дибни / Удълженият човек
- Джесика Паркър Кенеди – Нора Уест-Алън / Ексес
- Крис Клайн – Орлин Дуайър / Цикада
- Ламоника Гарет – Мар Нову / Мониторът и Мобиус / Анти-мониторът
- Ефрат Дор – Ева Маколъх / Монархът на огледалата
- Кайла Комптън – Алегра Гарсия
- Брандън Макнайт – Честър П. Рънк
- Джон Кор – Марк Блейн / Чилблейн

## В България
В България сериалът започва на 7 септември 2015 г. по Fox от понеделник до петък от 21:00, първи сезон завършва на 7 октомври. На 15 октомври започва премиерно втори сезон, всеки четвъртък от 22:00 с повторение в петък от 13:10 часа и завършва на 2 юни 2016 г. На 20 октомври 2016 г. започва премиерно трети сезон с разписание всеки четвъртък от 22:00.  На 18 май 2018 г. започва четвърти сезон с разписание всеки делничен ден от 22:55. На 19 ноември 2019 г. започва пети сезон от понеделник до сряда от 21:00. На 9 ноември 2020 г. започва шести сезон от понеделник до сряда от 22:55. На 8 септември 2021 г. започва седми сезон, всяка сряда от 21:00. На 6 септември 2022 г. започва осми сезон от понеделик до петък и завършва на 5 октомври. Дублажът е на Андарта Студио. Ролите се озвучават от артистите Мина Костова, Вилма Карталска, Камен Асенов, Росен Русев и Станислав Димитров. В последния епизод от шести сезон Русев и Димитров са заместени съответно от Явор Караиванов и Христо Бонин.